# Принц Чарлз (планина)
 Тази статия е за планината в Антарктида.  За британския монарх, на когото планината е назована, вижте Чарлз III.  За други обекти със същото име вижте Принц Чарлз (пояснение).
Принц Чарлз (на английски: Prince Charles Mountains) е планина в Антарктида, Земя Макробъртсън. Простира се на протежение от над 420 km, от връх Старлайт (2185 m, 70°12′ ю. ш. 64°30′ и. д. / 70.2° ю. ш. 64.5° и. д.) на север до нунатаките Гудспид (72°57′ ю. ш. 61°10′ и. д. / 72.95° ю. ш. 61.166667° и. д.) на югозапад, като загражда от запад най-големия долинен ледник на Земята Ламберт. Най-високата точка е връх Мензис, 3228 m (73°30′ ю. ш. 61°50′ и. д. / 73.5° ю. ш. 61.833333° и. д.), разположен в най-южната ѝ част. Други характерни върхове са Изабел, Стинир (1950 m) и др. Състои се от отделни предимно напречни хребети Атос (2362 m), Портос (2438 m), Арамис (2527 m), Фишер, Шо, Съдружество и др. По пониженията между тях се спускат големи долинни ледници (Фишер, Ейсен, Колинс, Мелор и др.), вливащи се от запад (от ляво) в ледника Ламберт или директно в големия шелфов ледник Еймъри – Немесис, Карибдис, Сила и др.
Планината е картирана през 1954 – 61 г. на базата на направените аерофотоснимки от американската антарктическа експедиция през 1946 – 47 г. и австралийската антарктическа експедиция през 1954 – 56 г. и е наименувана в чест на тогавашния британски престолонаследник принц Чарлз, роден през 1948 г., когато е открита тази мощна планинска система в Антарктида.